# Северная Никосия
Северная Никосия (тур. Kuzey Lefkoşa) — город на Кипре, с 1974 года является предметом территориального спора между Республикой Кипр и частично признанной Турецкой Республикой Северного Кипра. Последней рассматривается как столица.

## История
В 1960 году, после предоставления Кипру независимости от Великобритании была создана Республика Кипр со столицей в Никосии. В правительстве были выделены места и греческой, и турецкой общинам. 3 года спустя вспыхнул межобщинный конфликт, и обострились отношения между греками-киприотами и турками-киприотами.
В 1967 году ситуация ухудшилась атакой греками турецких районов, а также созданием «Временной турецкой администрации», которая не признавала все законы Республики Кипр, изданные с конца 1963 года. Окончательный раздел произошёл в 1974 году, после того как произошёл военный переворот, в результате которого президент Республики был отстранён от должности, и контроль перешёл в руки Никоса Сампсона. Воспользовавшись этими событиями турецкие войска вторглись на Кипр. Остров Кипр был разделён на южную и северную часть. Соответственно столица Никосия также разделена на две части: южную, то есть греческую, которая является столицей Республики Кипр, и северную, турецкую — столицу Турецкой Республики Северного Кипра. 13 февраля 1975 года в северной части острова было провозглашено «Турецкое федеративное государство Кипр».

## Достопримечательности
- Особняк Дервиша-паши